# Montross
Montross – miasto w Stanach Zjednoczonych, w stanie Wirginia, siedziba administracyjna hrabstwa Westmoreland.